# Tillberga
Tillberga est une localité suédoise située à une dizaine de kilomètres au nord de Västerås.